# 同時代としてのアメリカ
『同時代としてのアメリカ』（どうじだいとしてのアメリカ）は、村上春樹の文明批評および文芸評論。
中央公論社から刊行されていた文芸誌『海』（1981年7月号～1982年7月号、全6回）に掲載された。現在に至るまで単行本にも『村上春樹全作品 1979～1989』（講談社）にも収録されていない。

## 第1回 疲弊の中の恐怖――スティフン・キング
『海』1981年7月号掲載。
- 本稿発表の時点でスティーブン・キングは6冊の長編と1冊の短編集を出版していたが、邦訳が出ていたのは『キャリー』、『呪われた町』、『シャイニング』の3冊のみであった。
- 村上はキングの小説に一種の同時代的感覚、同世代感覚を覚えると述べている。「『緊迫』の中で青春を送ったスティフン・キングという名の一人の六〇年代の子供（シックスティーズ・キッド）が『七〇年代の疲弊』を恐怖という限定された形でしか突き破れなかった暗さが僕にはひしひしと感じられるのだ」[1]
- 村上が最初にスティーブン・キングに言及したのは『ハッピーエンド通信』1980年3月号においてである。同号に「アメリカン・ホラーの代表選手－ステファン・キングを読む」という書評を寄稿している。また1985年には「スティーヴン・キングの絶望と愛――良質の恐怖表現」という評論を書いている[2]。同評論は現在、『村上春樹 雑文集』（新潮社、2011年1月）で読むことができる。

## 第2回 誇張された状況論――ヴェトナム戦争をめぐる作品群
『海』1981年9月号掲載。
- 前半は、ベトナム戦争を題材とする文学作品の不振の原因を探る。ティム・オブライエンに言及した箇所もある。「ティム・オブライエンの『カッチアートを追って』（Going After Cacciato）はベトナム戦争を扱った小説の中では例外的に優れた作品だが、『戦争文学』と呼ぶにはあまりにもファンタジックにすぎるかもしれない」[注 1]
- 後半は、マイケル・ハーが1977年に著した『ディスパッチ』 Dispatches と、C・D・B・ブライアンが1976年に著した『友軍の誤射』 Friendly Fire の二冊のノンフィクションを論じている[注 2][注 3]。
- なおマイケル・ハーは、本評論の第3回で取り上げられている『地獄の黙示録』（1979年）のナレーションを担当している。

## 第3回 方法論としてのアナーキズム――フランシス・コッポラと『地獄の黙示録』
『海』1981年11月号掲載。
- 「この映画は①思想の欠落した部分から始まった②ヴェトナム戦争そのものとは本質的に無関係な映画であるから」「それ故に『地獄の黙示録』は優れた作品と成り得たのである」と村上は述べる。
- 『地獄の黙示録』はいわば巨大なプライベート・フィルムであるという説を村上は採る。そしてプライベート・フィルムの定義を「質は高いが、レンジは狭い」「従来のドラマツルギーにのっとったドラマの広がりが希薄である」「そのレンジの狭さの中にこそリアリティーがある」と述べている。
- 幾つかのシーンとダイアローグが気になって4回も見たことが語られている。なかでもいちばん強く印象に残っているのは "Terminate with extreme prejudice" という台詞が出てくるナ・トラン司令部のシーンだという。
- 後年、『地獄の黙示録』について村上は次のように述べている。「僕は『地獄の黙示録』の圧倒的なファンです。もう20回くらいは見たと思います。『圧倒的な偏見をもって断固抹殺する』というトロくんの台詞は、『地獄の黙示録』の中の台詞を引用しました。」[4]「ジョン・ミリアス、僕は昔から変わらず好きです。（中略） 監督した作品も良いけど、脚本家としても一流です。『地獄の黙示録』だって、脚本家ミリアスのテイストが満載されていますよね。そのラディカルさ（コレクトネス皆無）をもっともっと評価されて良い人だと思うんだけど。そのうちにミリアス論を書いてもいいですね。」[5]

## 第4回 反現代であることの現代性――ジョン・アーヴィングの小説をめぐって
『海』1982年2月号掲載。
- 本稿発表の時点でジョン・アーヴィングの小説の邦訳はまだ一冊も出ていなかった[注 4]。1978年に『ガープ的世界のなりたち』（村上がつけた邦題）が本国で大ベストセラーになったことが、冒頭で紹介されている。

## 第5回 都市小説の成立と展開――チャンドラーとチャンドラー以降
『海』1982年5月号掲載。
- レイモンド・チャンドラーの個々の作品については論じられていない。スコット・フィッツジェラルド、レイモンド・チャンドラー、トルーマン・カポーティの3人の作家を「都市小説の系譜」ととらえ論をすすめている。
- カール・マルクスに触れた箇所もある。「マーロウのラディカリズムはその『憧憬』のうちにある。（中略） マーロウの憧憬とはどのようなものか？ 人が人であり、場所が場所であらねばならぬという憧憬である。この感覚は初期マルクスの言う『自然さ』に一脈通じているのではないかという気がするのだ」「マーロウが社会悪を批難する警官に向かって『君の言ってることはアカみたいだぜ』と冗談めかして言う時、マーロウは反動ではなく、ラディカルである」[6]

## 第6回 用意された犠牲者の伝説――ジム・モリソン／ザ・ドアーズ
『海』1982年7月号掲載。
- 村上はジム・モリソンがその音楽の中で要求するものは精神的感応だと述べる。また、ボブ・ディランやビートルズについても触れている。
「彼（注・ボブ・ディラン）のオリジナリティーは根本的な不信感と、その不信感を梃子にした極めて微妙な意識の分解作業にある」
「僕はビートルズというバンドはある場合に宇宙的広がりを見せた優れたコミック・バンドと考えているのだが、これにはもちろん異論もあるだろう」[7]
- 村上はのちに「ジム・モリソンのソウル・キッチン」というエッセイを書いている[8]。